# Rica Reinisch
Rica Reinisch, född 6 april 1965 i Seifhennersdorf, är en före detta östtysk simmare.
Reinisch blev olympisk guldmedaljör på 100 meter ryggsim vid sommarspelen 1980 i Moskva.